# Џек Самјуелс
Џек Кол (29. март 1918 – 12. септембар 2001), познатији као Џек Самјуелс,   био је индонежански фудбалски одбрамбени играч који је играо за Холандску Источну Индију на Светском првенству у фудбалу 1938. године. Такође је играо за Екселсиор Соерабају.